# Lios Póil
Lios Póil [lʲis poːlʲ] (irisch und offiziell, anglisiert Lispole) ist eine Siedlung im County Kerry im Südwesten der Republik Irland und hatte 2006 (mit nahem Umland) 768 Einwohner (nach der Volkszählung 2006).

## Lage
Lios Póil liegt am River Owenalondrig (Abhainn an Lóndraigh), etwa 40 Kilometer westsüdwestlich von Tralee und etwa acht Kilometer östlich von Dingle auf der Dingle-Halbinsel (Corca Dhuibhne). Durch die Ortschaft führt die N86, die Lios Póil sowohl mit Dingle als auch mit Tralee verbindet. Die Ortschaft wird als „Tor zur Gaeltacht“ bezeichnet. Der Dingle Way führt durch den Ort. 

## Sehenswürdigkeiten
- Der Lispole Viaduct von 1890 über den Owenalondrig diente früher einer Schmalspureisenbahn als Überweg in der Landschaft
- Johannes-der-Täufer-Kirche, 1865 als neogotische Pseudobasilika errichtet

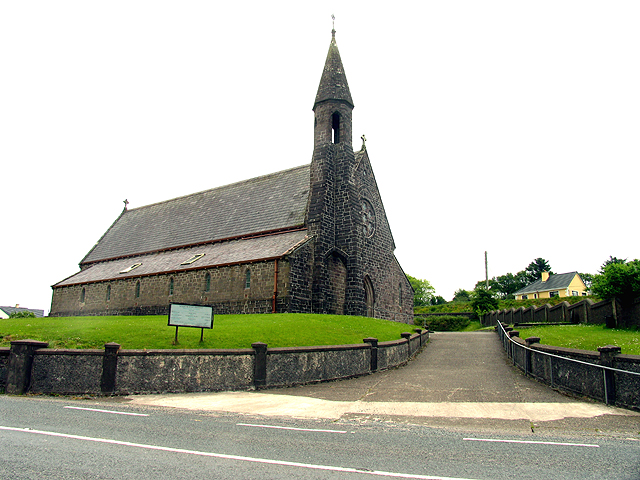
Johannes-der-Täufer-Kirche
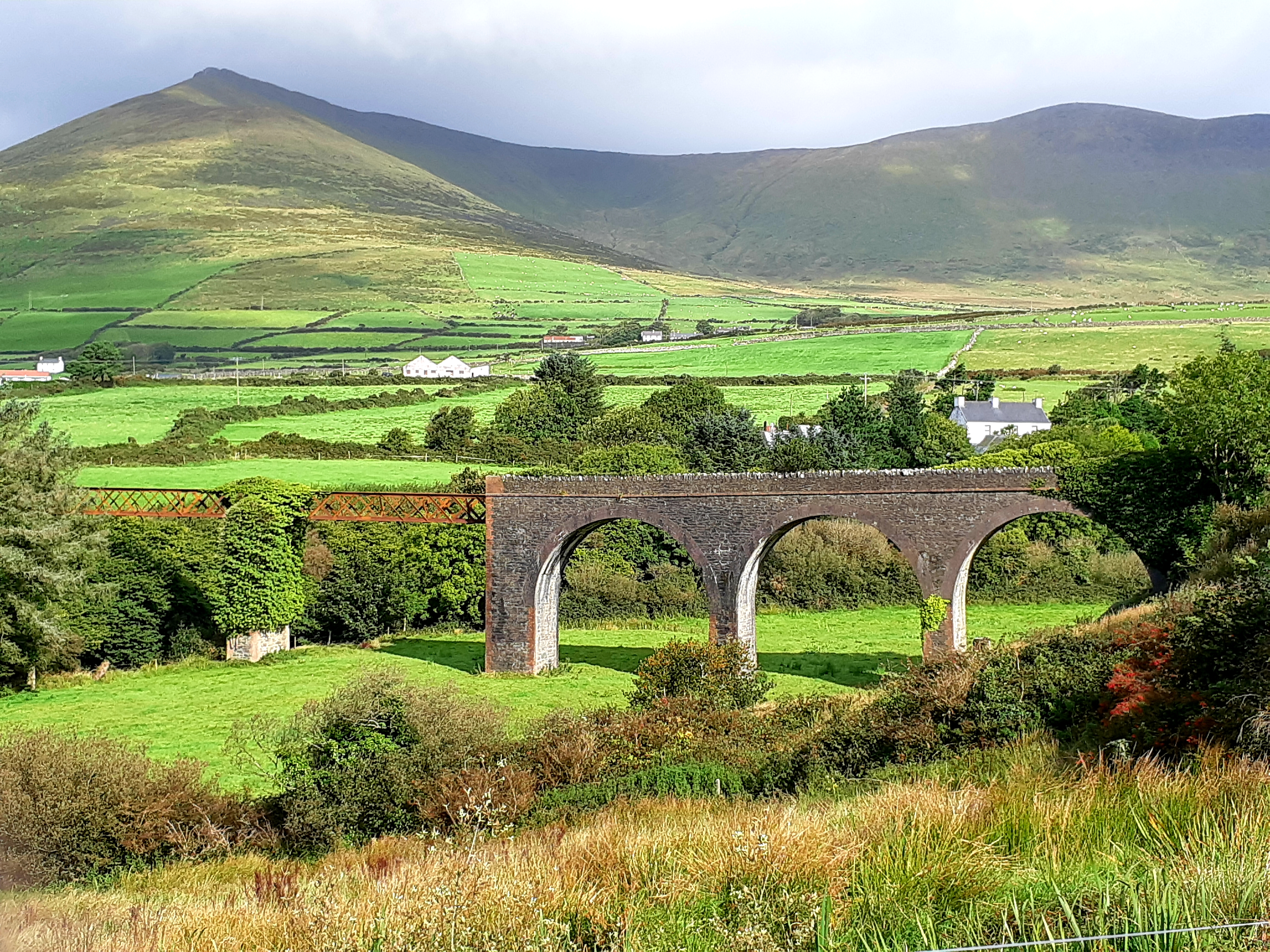
Lispole Viaduct

## Persönlichkeiten
- Thomas Ashe (1885–1917), Aktivist, Gründer der Irish Volunteers
- Joe Higgins (* 1949), Politiker der Socialist Party
- Paudie Fitzgerald (1933–2020), Radrennfahrer